# Nicoletta Orsomando
Nicoletta Orsomando, all'anagrafe Nicolina Orsomando (Casapulla, 11 gennaio 1929 – Roma, 21 agosto 2021), è stata un'annunciatrice televisiva italiana, attiva per la Rai dal 1953 al 1993.

## Biografia

Nicoletta Orsomando nel 1956 circa

Nata nel 1929 a Casapulla, in provincia di Caserta, da Giovanni Orsomando e Marianna Natale, si trasferì da piccola a Mazzarino, in Sicilia e poi a Lavello, in Basilicata, città nella quale il padre Giovanni, noto compositore, diresse la banda sinfonica; successivamente la famiglia si trasferì a Littoria (l'attuale Latina) e infine, nel 1937, a Roma. Apparve per la prima volta nelle case dei pochissimi italiani che possedevano un apparecchio televisivo il 22 ottobre 1953, quando le trasmissioni televisive in Italia erano ancora sperimentali, per fare il suo primo storico annuncio, in cui presentò una trasmissione per ragazzi, un documentario sull'Enciclopedia Britannica, divenendo così la prima signorina buonasera attiva dagli studi Rai di Roma.
Nonostante non sia stata né la prima annunciatrice della TV italiana (la prima in assoluto fu infatti Lidia Pasqualini, assunta dall'EIAR nel 1939, all'epoca delle primissime trasmissioni sperimentali della televisione in Italia, allora chiamata radiovisione, poi interrotte a causa della seconda guerra mondiale e riprese solo dieci anni dopo, attiva dagli studi di Torino), né quella che annunciò l'avvio delle trasmissioni televisive regolari della Rai avvenuto il 3 gennaio 1954 (tale annuncio fu fatto dalla collega Fulvia Colombo, attiva dagli studi di Milano), Nicoletta Orsomando è stata sempre considerata l'annunciatrice Rai per antonomasia, la classica signorina buonasera. Il volto sereno, la dizione perfetta, i modi gentili ed educati e il suo aspetto familiare e rassicurante contribuirono a farle conquistare l'affetto e la simpatia dei telespettatori italiani. Si ritirò dal piccolo schermo il 28 dicembre 1993, completando una carriera da annunciatrice televisiva durata oltre quarant'anni (nessun'altra signorina buonasera della Rai è rimasta in carica tanti anni quanto lei).
(Nicoletta Orsomando)

Nel corso della sua quarantennale carriera, la Orsomando ebbe anche alcune esperienze come conduttrice: nel 1956 presentò Cineselezione, una delle prime rubriche di cinema della televisione italiana, e affiancò Angelo Lombardi nella conduzione de L'amico degli animali; nel 1957 presentò il Festival di Sanremo accanto a Nunzio Filogamo, Fiorella Mari e Marisa Allasio. Nel 1965 inaugurò assieme a Jader Jacobelli lo storico notiziario Oggi al parlamento, mentre nel 1966 condusse un'altra importante kermesse musicale: Un disco per l'estate. Nel 1976 condusse, dagli studi Rai di Torino, le rubriche Cani, gatti & C. e Piante, fiori eccetera eccetera, con la relativa partecipazione degli esperti Lino Penati ed Elena Accati. Nel 1990 sostituì per un breve lasso di tempo la collega annunciatrice Paola Perissi alla conduzione della storica rubrica preserale di Rai 1 Almanacco del giorno dopo, in onda subito prima del TG1 delle 20:00.

Nicoletta Orsomando alla Bocca della Verità

Nel 1955 Nicoletta Orsomando partecipò, nel ruolo di sé stessa, anche al film comico Piccola posta, per la regia di Steno, che vedeva come protagonisti Alberto Sordi e Franca Valeri. Apparve inoltre nel film del 1956 Totò lascia o raddoppia? di Camillo Mastrocinque, in una brevissima sequenza in cui aggiorna gli spettatori sulla sparizione del personaggio interpretato da Totò. Nel 1992 apparve, sempre nei panni di sé stessa, intenta ad annunciare Fantastico, nel film Parenti serpenti di Mario Monicelli. Nel 1980-1981, presentò sulla fascia pomeridiana della Rete 2 la trasmissione Il pomeriggio. Il 1º gennaio 1981 presentò, dal teatro di Montecatini Terme, sotto il patrocinio dell'ONU, lo spettacolo di beneficenza Diamo ali alla speranza, trasmesso dalla Rete 1. Nel 1982, presentò Nati per la danza sulla Rete 3. Nel 1999 partecipò al programma televisivo di intrattenimento di Rai 1 Su e giù, condotto da Gaia De Laurentiis.
Il 21 gennaio 2008 comparve su Rai 1 per presentare lo show Viva Radio2 Minuti, condotto da Fiorello, che nei promo della trasmissione l'aveva scherzosamente imitata e che la farà imitare anche da altri famosi personaggi nelle intro delle successive puntate (tra gli altri Jovanotti, Christian De Sica, Laura Pausini, Simona Ventura, Biagio Antonacci). Il 23 settembre 2008 partecipò a Tutti pazzi per la tele, condotto da Antonella Clerici su Rai 1, dove si era cimentata in un confronto generazionale con Arianna Marchetti, annunciatrice di Rai 2 dal 2003 al 2009.
Nel 2010 prese parte al varietà di Rai 1 Insegnami a sognare, condotto da Pino Insegno. Nei primi mesi del 2011 prese parte a Domenica in nel segmento Domenica in... Onda, condotto da Lorella Cuccarini. Apparve poi nel programma Hotel Patria, condotto da Mario Calabresi e in onda su Rai 3 nel giugno del 2011: in questa trasmissione la Orsomando leggeva lettere, scritte negli anni da persone famose o comuni, che contribuivano a capire l'Italia. Nella stagione 2011-2012 partecipò come giurata a La prova del cuoco, programma storico di Antonella Clerici, affiancata nello stesso ruolo da altre due storiche ex annunciatrici Rai: Mariolina Cannuli e Rosanna Vaudetti. Nel 2013 partecipò anche alla trasmissione Raiboh, condotta da Francesco Facchinetti in seconda serata su Rai 2. La Orsomando collaborò inoltre al mensile 50&Più, con una rubrica in cui rispondeva alle lettere dei lettori della rivista. Nel 2014 fu ospite nella trasmissione di Rai 2 Il Musichione del gruppo Elio e le Storie Tese. Nel 2016 prese parte, insieme con la collega Rosanna Vaudetti, al varietà di Rai 1 Dieci cose.
La sua ultima apparizione in televisione risale al 19 dicembre 2017, quando fu ospite su Rai 1 a La vita in diretta, assieme a Maria Giovanna Elmi, Paola Perissi e Gabriella Farinon in occasione dell'ottantesimo compleanno della collega Rosanna Vaudetti. È morta a Roma il 21 agosto 2021 all'età di 92 anni, dopo una breve malattia. Il funerale si è svolto il 23 agosto nella basilica di Santa Maria in Trastevere, a Roma. È sepolta nel cimitero di Prima Porta di Roma.

## Vita privata
Nel 1957 sposò il giornalista Roberto Rollino; dalla loro unione nacque Federica. Dopo sei anni i due si separarono, per poi divorziare negli anni settanta.

## Televisione

### Annunciatrice
- Signorina buonasera della Rai (22 ottobre 1953 - 28 dicembre 1993)
- Oggi al Parlamento (Programma Nazionale, 1965-1975; Rete 1, 1976-1982; Rai 1, 1983-1991)
- Telegiornale (Programma Nazionale, 1968) - Edizione delle 13:30
- Che tempo fa (Programma Nazionale, 1968-1975; Rete 1, 1976-1982; Rai 1, 1983-1993)
- Spaziolibero (Rete 1, 1977-1982; Rai 1, 1983-1991)

### Programmi TV
- L'amico degli animali (Programma Nazionale, 1956)
- Cineselezione (Programma Nazionale, 1956)
- Nuovi Films Italiani (Programma Nazionale, 1956)
- Anche oggi è Domenica (Programma Nazionale, 1956)
- Voci e Volti della Fortuna (Programma Nazionale, 1956-1957)
- Festival di Napoli (Programma Nazionale, 1956)
- Festival di Sanremo (Programma Nazionale, 1957)
- L'abbonato della settimana (Programma Nazionale, 1957)
- I figli di Medea (Programma Nazionale, 1959)
- Serata di Gala (Programma Nazionale, 1960)
- Volti della TV in passerella per il decennale delle trasmissioni (Programma Nazionale, 1964)
- Jazz in Europa (Programma Nazionale, 1964)
- Natale Insieme (Programma Nazionale, 1964)
- Giramondo - Cinegiornale per ragazzi (Programma Nazionale, 1965-1966)
- Incontro con... (Programma Nazionale, 1965)
- Un disco per l'estate (Programma Nazionale, 1966)
- Cani, gatti & C. (Rete 1, 1976)
- Piante, fiori, eccetera eccetera (Rete 1, 1976)
- Gran Galà 25º anniversario Eurovisione (Rete 1, 1979)
- Il pomeriggio (Rete 2, 1980-1981)
- Galà per il centenario del Circo di Mosca (Rete 3, 1981)
- Diamo ali alla speranza (Rete 1, 1981)
- Premio Ischia internazionale di giornalismo (Rete 1, 1981-1982)
- Nati per la danza (Rete 3, 1982)
- Rosa d'Oro (Rai 3, 1983)
- Concerto della banda dell'esercito (Rai 1, 1983)
- Il sabato dello Zecchino (Rai 1, 1983-1984)
- Premio Napoli (Rai 3, 1984-1985, 1990-1991, 1994)
- DSE L'informatica nella pubblica amministrazione (Rai 3, 1984)
- Omaggio a Venezia (Rai 1, 1984)
- 35° Eurofestival (Rai 2, 1990) - commentatrice
- Almanacco del giorno dopo (Rai 1, 1990)
- Simpaticissima (Canale 5, 1991; Rete 4, 1997) - concorrente
- Su e giù (Rai 2, 1999)
- Viva Radio2 Minuti (Rai 1, 2008)
- Insegnami a sognare (Rai 1, 2010)
- Domenica in...Onda (Rai 1, 2011) - opinionista
- Hotel Patria (Rai 3, 2011)
- La prova del cuoco (Rai 1, 2011-2012) - giurata
- Raiboh (Rai 2, 2013)
- Il Musichione (Rai 2, 2014)
- Dieci cose (Rai 1, 2016)

## Filmografia
- Piccola posta, regia di Steno (1955)
- Totò lascia o raddoppia?, regia di Camillo Mastrocinque (1956)
- Parenti serpenti, regia di Mario Monicelli (1992)